# Баликти (Костанайський район)
Баликти́ (каз. Балықты) — село у складі Костанайського району Костанайської області Казахстану. Входить до складу Білозерського сільського округу.
Населення — 281 особа (2021; 297 у 2009, 345 у 1999, 420 у 1989).